# Andrij Kljujev
Andrij Petrovyč Kljujev (ukrajinsky Андрій Петрович Клюєв; * 12. srpna 1964 Doněck) je ukrajinský podnikatel a politik. V letech 2010–2012 působil jako první místopředseda vlády a ministr hospodářství Ukrajiny ve vládě Mykoly Azarova. Později v roce 2014 stál několik týdnů v čele administrativy prezidenta Janukovyče. Po svržení Janukovyčova režimu při protestech na majdanu utekl do Ruska. Jeho majetek mu spravoval dvojitý agent Denys Kirejev, který byl na počátku ruské invaze na Ukrajinu v březnu 2022 zastřelen.